# 안규영
안규영(安奎營, 1988년 4월 12일 ~ )은 전 일본 독립리그 고치 파이팅독스의 투수이자, 현 닥터 베이스볼의 감독이다

## 선수 시절

### 아마추어 시절
경희대학교 시절 에이스로 활약했다.

### 한국 프로야구 시절

#### 두산 베어스시절
2011년 퓨처스 올스타전 우수 투수상을 받은 이후 1군에 처음 올라왔다. 그의 주 무기는 140 km/h대 후반에 이르는 빠른 속구와 슬라이더이며, 퓨처스 리그에서 좋은 활약을 펼치며 종종 1군에도 얼굴을 비쳤다. 2012년 롯데 자이언츠전에 첫 선발 등판해 지나치게 긴장하여 제구가 안되는데도 상대 타자들이 지나치게 빠른 승부를 하며 3이닝을 무실점으로 막았다.

#### 상무 야구단시절
2013년 말에 입단하였다.

#### 두산 베어스복귀
2016년 6월 5일 SK전에서 장원준 대신 선발 등판해 6이닝 무실점으로 호투하며 데뷔 6년 만에 첫 선발 승이자, 데뷔 첫 승을 기록했다.

## 출신 학교
- 서울고명초등학교
- 건국대학교 사범대학 부속중학교
- 휘문고등학교
- 경희대학교

## 통산 기록
| 연도 | 팀명  | 평균자책점 | 경기 | 완투 | 완봉 | 승 | 패 | 세 | 홀 | 승률  | 타자 | 이닝 | 피안타 | 피홈런 | 볼넷 | 사구 | 탈삼진 | 실점 | 자책점 |
| ---- | ----- | ---------- | ---- | ---- | ---- | -- | -- | -- | -- | ----- | ---- | ---- | ------ | ------ | ---- | ---- | ------ | ---- | ------ |
| 2011 | 두산  | 8.87       | 6    | 0    | 0    | 0  | 2  | 0  | 0  | 0.000 | 105  | 22.1 | 33     | 7      | 8    | 1    | 11     | 22   | 22     |
| 2012 | 두산  | 3.95       | 10   | 0    | 0    | 0  | 0  | 0  | 1  | 0.000 | 60   | 13.2 | 15     | 0      | 6    | 0    | 6      | 6    | 6      |
| 2013 | 두산  | 14.29      | 3    | 0    | 0    | 0  | 0  | 0  | 0  | -     | 32   | 5.2  | 11     | 3      | 6    | 0    | 3      | 9    | 9      |
| 2016 | 두산  | 6.61       | 16   | 0    | 0    | 1  | 2  | 0  | 0  | 0.333 | 229  | 47.2 | 73     | 6      | 24   | 4    | 24     | 36   | 35     |
| 2017 | 두산  | 13.50      | 5    | 0    | 0    | 0  | 0  | 0  | 0  | -     | 31   | 5.1  | 7      | 0      | 8    | 0    | 4      | 8    | 8      |
| 통산 | 5시즌 | 7.61       | 40   | 0    | 0    | 1  | 4  | 0  | 1  | 0.200 | 457  | 94.2 | 139    | 16     | 52   | 5    | 48     | 81   | 80     |